# Nannodiella vespuciana
Nannodiella vespuciana är en snäckart som först beskrevs av d'Orbigny 1842.  Nannodiella vespuciana ingår i släktet Nannodiella och familjen kägelsnäckor. Inga underarter finns listade i Catalogue of Life.